# Гардзе-Тибетский автономный округ
Гардзе-Тибетский автономный округ (кит. упр. 甘孜藏族自治州, пиньинь Gānzī Zàngzú zìzhìzhōu, тиб. དཀར་མཛེས་བོད་རིགས་རང་སྐྱོང་ཁུལ་) — автономный округ в провинции Сычуань, Китай. Административные органы округа базируются в уезде Кандин.

## География
Гардзе-Тибетский автономный округ расположен в западной части Сычуани, на восточной оконечности Тибетского плато; на юге граничит с провинцией Юньнань, на западе — с Тибетским автономным районом, на севере — с провинцией Цинхай.
Важным водоразделом являются Сино-Тибетские горы, особенно хребты Дасюэшань и Чола (фактически они служат естественной границей между засушливым Тибетским плато и влажной Сычуаньской котловиной). В речных долинах растут субальпийские хвойные леса. Регион подвержен частым землетрясениям и масштабным оползням.

## История

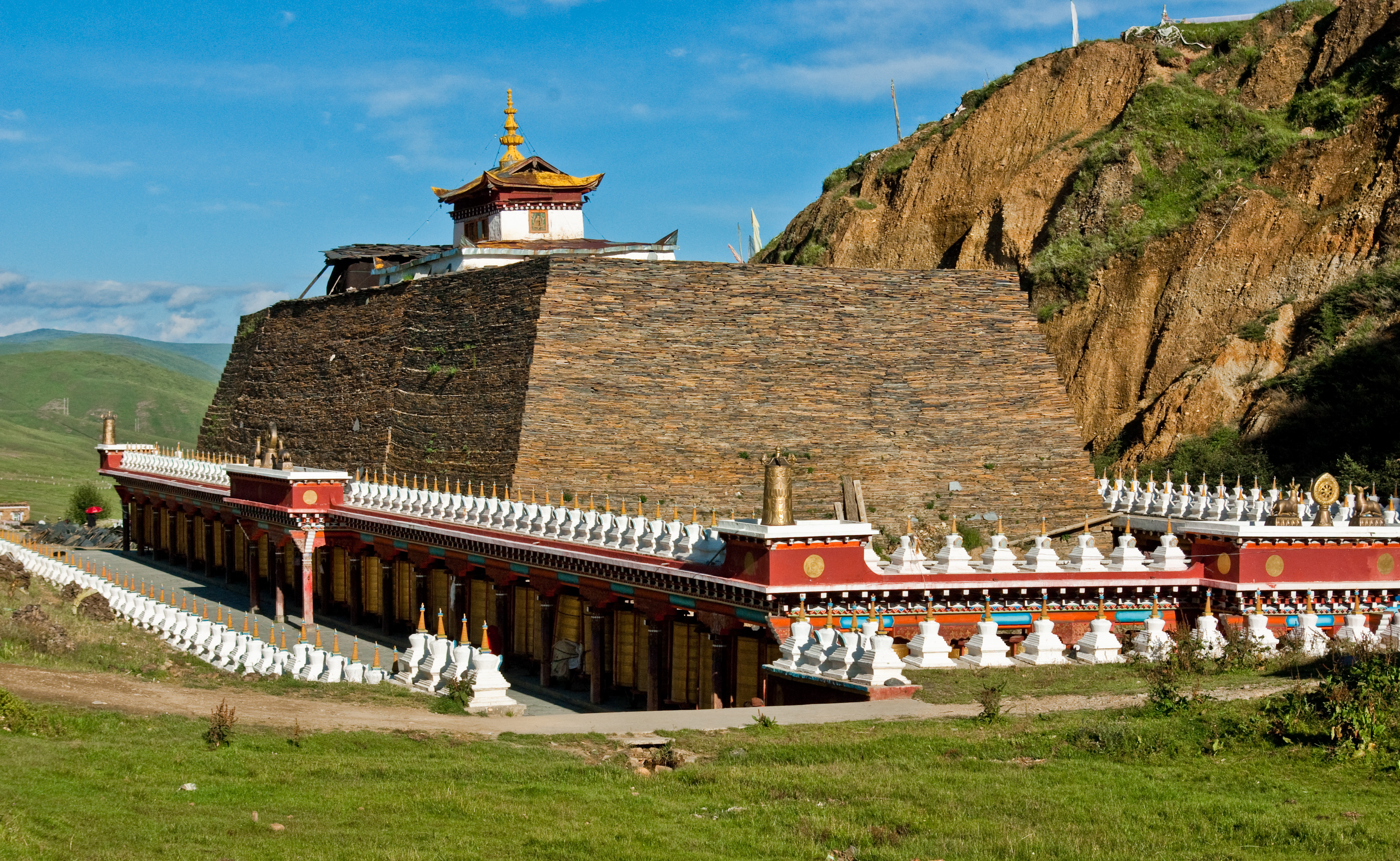
Монастырь Тагонг

Исторически территория современного округа Гардзе входила в состав тибетской области Кам. Долгое время здесь господствовали правители влиятельного тибетского княжества Деге. В 1939 году была образована провинция Сикан. 
В апреле 1950 года в составе провинции Сикан был образован Специальный район Кандин (康定专区), после вступления войск Народно-Освободительной армии Китая переименованный в декабре 1950 года в Тибетский автономный район провинции Сикан (西康省藏族自治区). 
В 1955 году провинция Сикан была расформирована, и район был передан в состав провинции Сычуань; так как в провинции Сычуань уже имелся Тибетский автономный район, то бывший Тибетский автономный район провинции Сикан сменил название на Гардзе-Тибетский автономный округ.
В период Культурной революции многие буддийские монастыри округа были разграблены и разрушены. 17 февраля 2015 года постановлением Госсовета КНР уезд Кандин был преобразован в городской уезд.

## Население

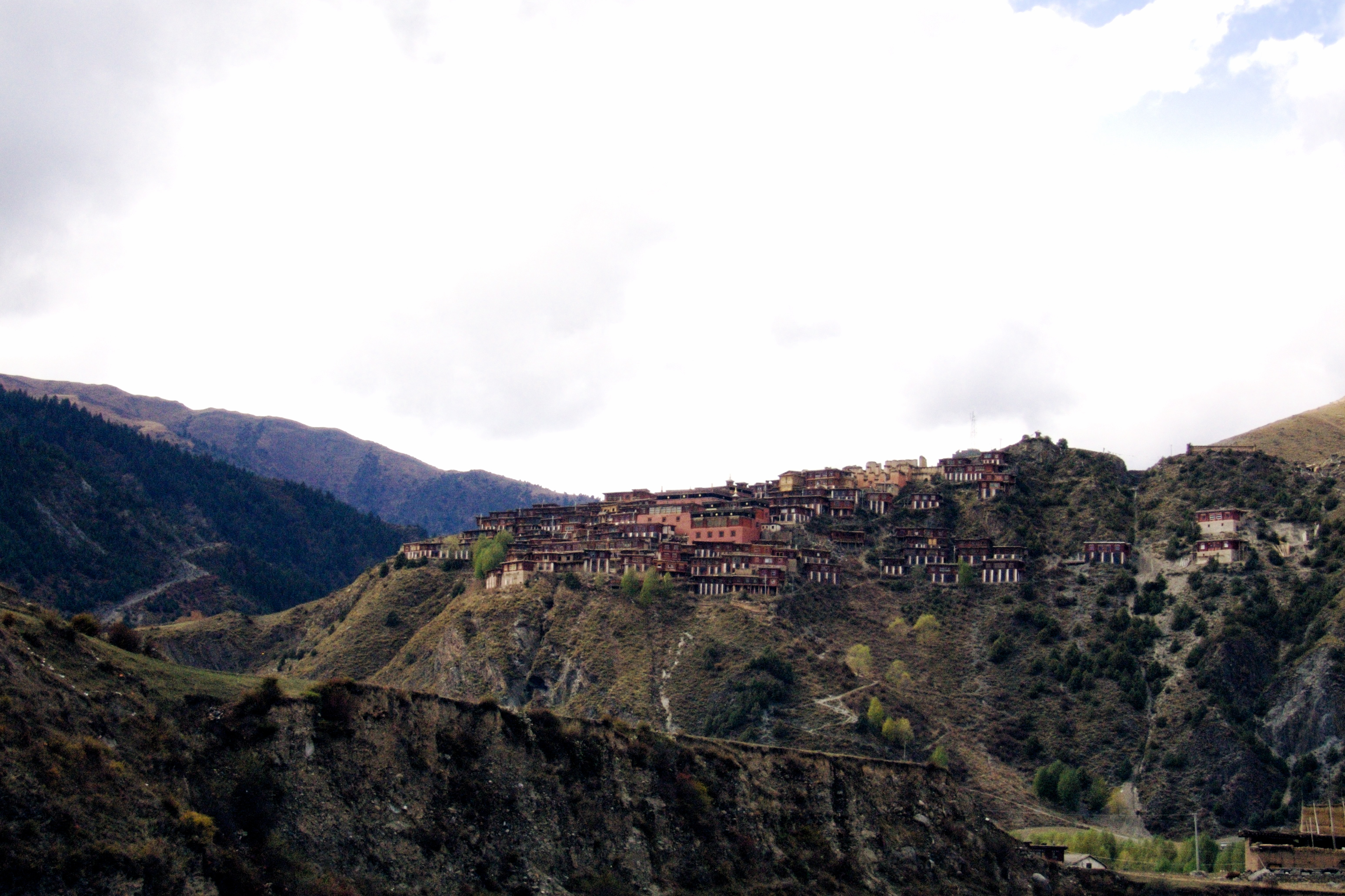
Дзонгсар

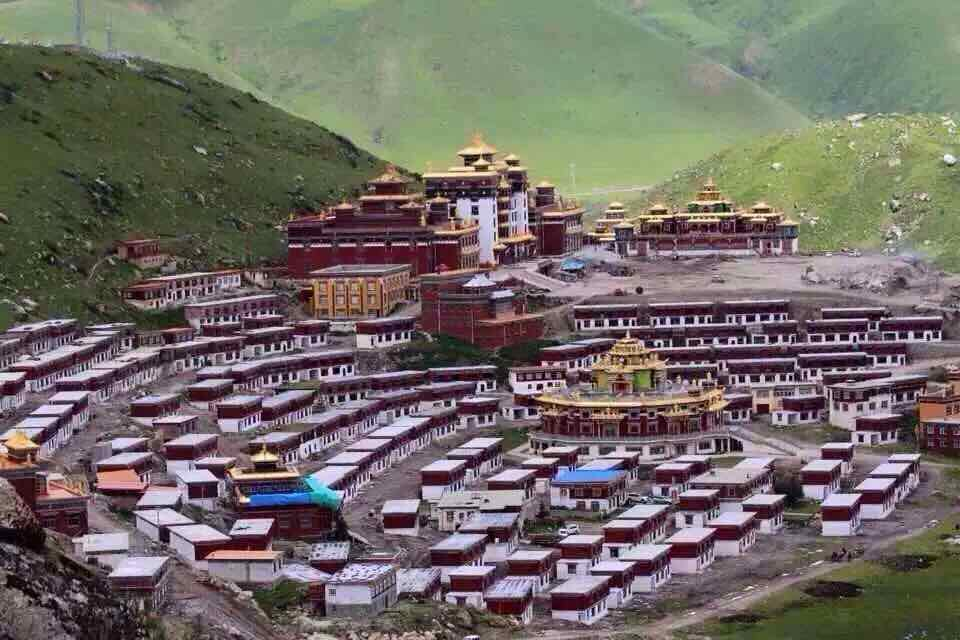
Дзогчен

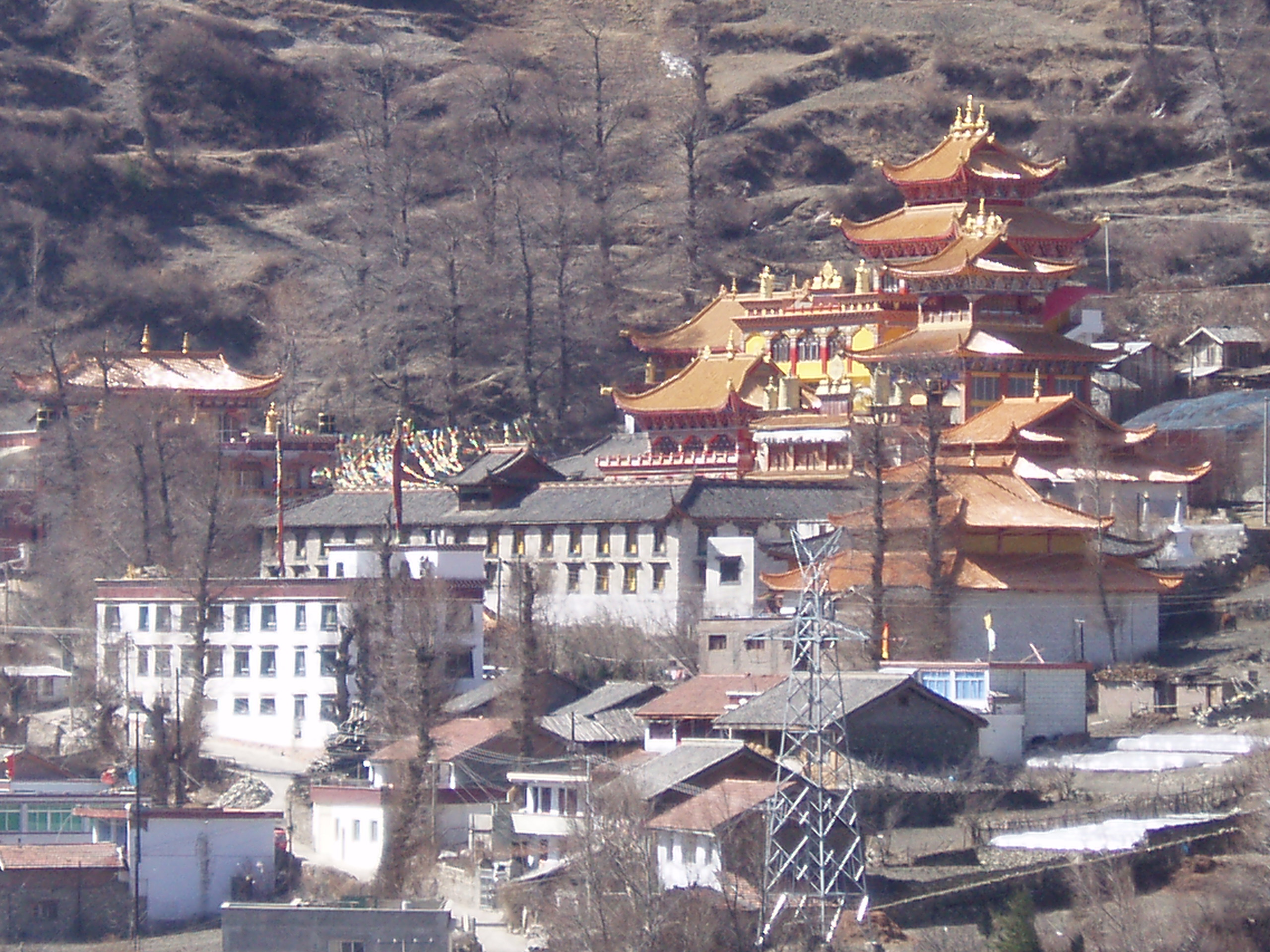
Наньусы

Согласно переписи населения 2000 года, в округе проживало 897,2 тыс. человек, в 2010 году население составляло 1,092 млн человек, в 2020 году — 1,107 млн человек.

### Языки
Тибетцы говорят на камском диалекте тибетского языка и на цянском языке чжаба.

### Национальный состав
По состоянию на 2000 год национальный состав округа был таковым: 
| Народ   | Численность | Доля    |
| ------- | ----------- | ------- |
| Тибетцы | 703 168     | 78,37 % |
| Китайцы | 163 648     | 18,24 % |
| И       | 22 946      | 2,56 %  |
| Цян     | 2 860       | 0,32 %  |
| Хуэйцы  | 2 190       | 0,24 %  |
| Наси    | 760         | 0,08 %  |
| Монголы | 477         | 0,05 %  |
| Байцы   | 292         | 0,03 %  |
| Прочие  | 898         | 0,11 %  |

Китайские власти целенаправленно закрывают тибетские школы и буддийские академии, запрещают фольклорные фестивали, превращают тибетские святыни в туристические достопримечательности, перемещают тибетцев в трудовые лагеря и другие регионы, заселяя Гардзе ханьцами из соседних округов и провинций. Наибольшую огласку получили сносы монастырских общин Ларунг-Гар и Ярчен Гар.

### Религия
Подавляющее большинство тибетцев исповедуют тибетский буддизм и религию бон, часть населения округа исповедует католицизм (относятся к Епархии Кандина) и протестантизм.
В округе расположено несколько десятков буддийских монастырей школ Ньингма, Сакья, Гелугпа и Кагью. Среди наиболее известных монастырей — Гардзе, Дзогчен, Гонгчен, Паркханг, Дзонгсар, Катог, Шечен, Сершул, Палпунг, Наньусы и Кхарнанг. Также повсюду в Гардзе расположены камни мани, некоторые из которых представляют собой массивные комплексы.

## Административное деление
Гардзе-Тибетский автономный округ делится на 1 городской уезд, 17 уездов:
| Карта | #         | Наименование | Наименование (китайский) | Наименование (пиньинь) | Наименование (тибетский) | Вайли   | Население (2004) | Территория (км²) | Плотность населения (/км²) |
| ----- | --------- | ------------ | ------------------------ | ---------------------- | ------------------------ | ------- | ---------------- | ---------------- | -------------------------- |
|       |           |              |                          |                        |                          |         |                  |                  |                            |
| 1     | Кандин    | 康定市       | Kāngdìng shì             | དར་མདོ་རྫོང་              | dar mdo rdzong           | 110 000 | 11 486           | 10               |                            |
| 2     | Джагсамка | 泸定县       | Lúdìng xiàn              | ལྕགས་ཟམ་རྫོང་             | lcags zam rdzong         | 80 000  | 2 165            | 37               |                            |
| 3     | Ронгджаг  | 丹巴县       | Dānbā xiàn               | རོང་བྲག་རྫོང་              | rong brag rdzong         | 60 000  | 4 656            | 13               |                            |
| 4     | Гьэси     | 九龙县       | Jiǔlóng xiàn             | བརྒྱད་ཟུར་རྫོང་             | brgyad zur rdzong        | 50 000  | 6 766            | 7                |                            |
| 5     | Ньягчука  | 雅江县       | Yǎjiāng xiàn             | ཉག་ཆུ་རྫོང་               | nyag chu rdzong          | 40 000  | 7 558            | 5                |                            |
| 6     | Даву      | 道孚县       | Dàofú xiàn               | རྟ་འུ་རྫོང་                | rta 'u rdzong            | 50 000  | 7 053            | 7                |                            |
| 7     | Джагго    | 炉霍县       | Lúhuò xiàn               | བྲག་འགོ་རྫོང་              | brag 'go rdzong          | 40 000  | 4 601            | 9                |                            |
| 8     | Гардзе    | 甘孜县       | Gānzī xiàn               | དཀར་མཛེས་རྫོང་            | dkar mdzes rdzong        | 60 000  | 7 303            | 8                |                            |
| 9     | Ньягронг  | 新龙县       | Xīnlóng xiàn             | ཉག་རོང་རྫོང་              | nyag rong rdzong         | 40 000  | 8 570            | 5                |                            |
| 10    | Деге      | 德格县       | Dégé xiàn                | སྡེ་དགེ་རྫོང                | sde dge rdzong           | 70 000  | 11 025           | 6                |                            |
| 11    | Бэю       | 白玉县       | Báiyù xiàn               | དཔལ་ཡུལ་རྫོང་             | dpal yul rdzong          | 40 000  | 10 386           | 4                |                            |
| 12    | Сершю     | 石渠县       | Shíqú xiàn               | སེར་ཤུལ་རྫོང་              | ser shul rdzong          | 60 000  | 24 944           | 2                |                            |
| 13    | Сертар    | 色达县       | Sèdá xiàn                | གསེར་ཐར་རྫོང་             | gser thar rdzong         | 40 000  | 9 332            | 4                |                            |
| 14    | Литанг    | 理塘县       | Lǐtáng xiàn              | ལི་ཐང་རྫོང་               | li thang rdzong          | 50 000  | 13 677           | 4                |                            |
| 15    | Батанг    | 巴塘县       | Bātáng xiàn              | འབའ་ཐང་རྫོང་             | 'ba' thang rdzong        | 50 000  | 7 852            | 6                |                            |
| 16    | Чаченг    | 乡城县       | Xiāngchéng xiàn          | ཕྱག་འཕྲེང་རྫོང་             | phyag 'phreng rdzong     | 30 000  | 5 016            | 6                |                            |
| 17    | Дабба     | 稻城县       | Dàochéng xiàn            | འདབ་པ་རྫོང་              | 'dab pa rdzong           | 30 000  | 7 323            | 4                |                            |
| 18    | Деронг    | 得荣县       | Déróng xiàn              | སྡེ་རོང་རྫོང་               | sde rong rdzong          | 20 000  | 2 916            | 7                |                            |

## Экономика

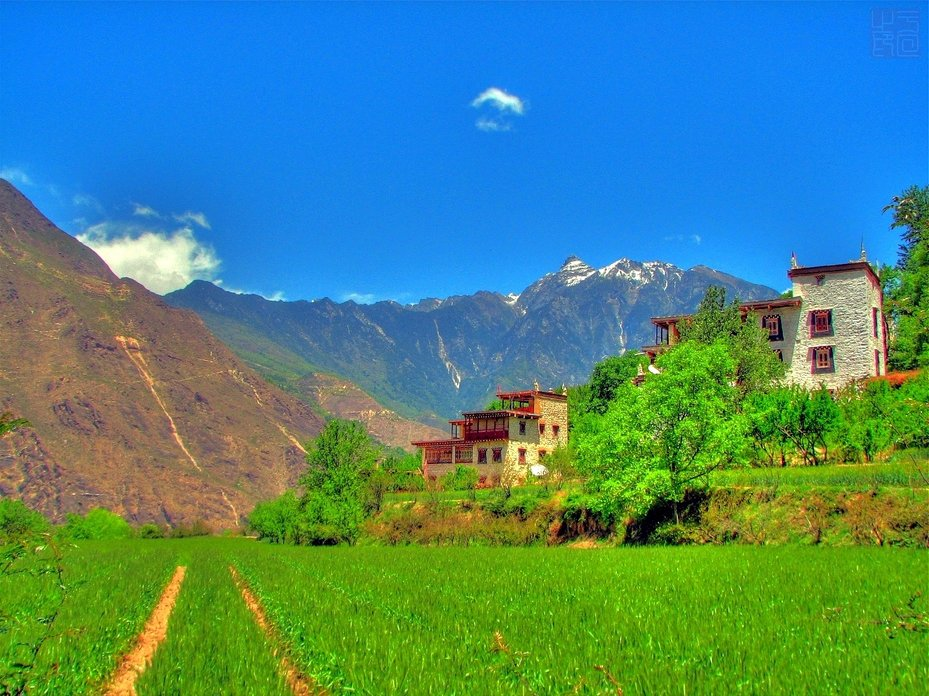
Крестьянское хозяйство

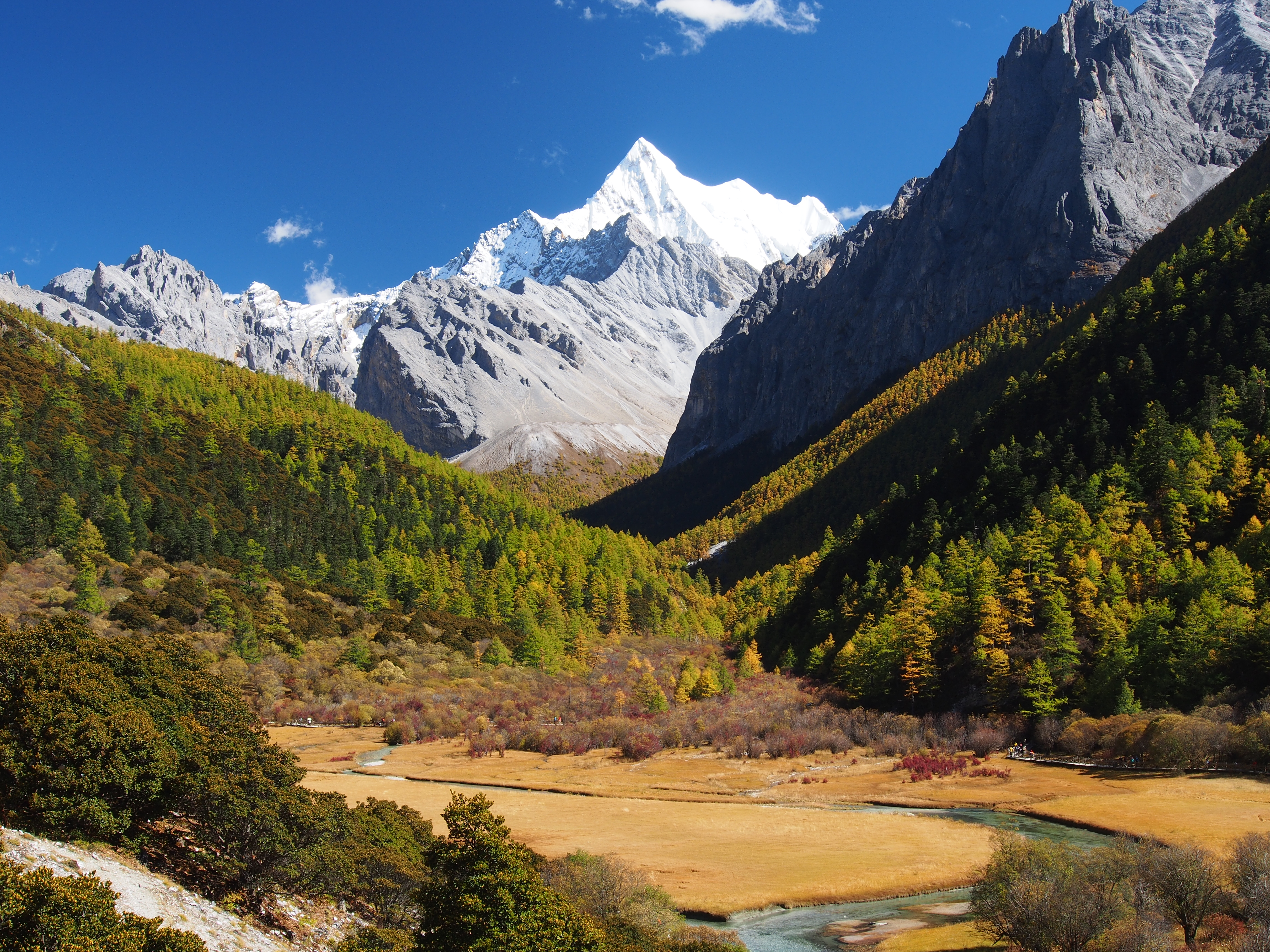
Ядин

В Гардзе развиты сельское хозяйство (особенно пастбищное животноводство), гидроэнергетика, солнечная энергетика, текстильная и фармацевтическая промышленность, производство мясных и молочных продуктов, напитков, строительных материалов и моющих средств. В 2021 году на реке Ялунцзян была введена в эксплуатацию ГЭС Лянхэкоу общей установленной мощностью 3 млн кВт.
В округе базируются фармацевтический завод Kangding Jinzhu Pharmaceutical, текстильная фабрика Shiqu Ajila Mumao Niurong Textile, заводы питьевой воды Duogansi Pure Water и Gonggashan Mineral Spring Water, пищевые фабрики Litang Lanyi Plateau Food Development и Sege Domesticated Animals Butchery, заводы стройматериалов Luding Wangda Concrete, Huakang Cement, Batang Zhuofan Cement, Kangding Paomashan Cement, Xianglong Construction Material и Kangba Cement, фабрика бытовой химии Luding Linyuan Flavors & Fragrances.
В плодородных долинах Батанга и Кандина выращивают ячмень, пшеницу, кукурузу, рис, картофель, горох, капусту, репу, лук, арбузы, виноград, персики, абрикосы и гранаты. Во многих уездах округа собирают дикий мёд, лечебные травы и коренья, съедобные грибы, производят самогон.
В округе разводят яков, коров, лошадей, овец и свиней, которые дают мясо, молоко, кожу и шерсть. Местные ремесленники изготавливают обувь, одежду и одеяла. 

### Туризм
Самой популярной туристической локацией и местом паломничества является национальный заповедник Ядин в уезде Дабба. Здесь расположены три священные вершины, посвящённые Далай-ламе V. Также туристы посещают буддийские монастыри и святилища, фольклорные фестивали и отдельные интересные локации (например, мост Лудин).

## Транспорт

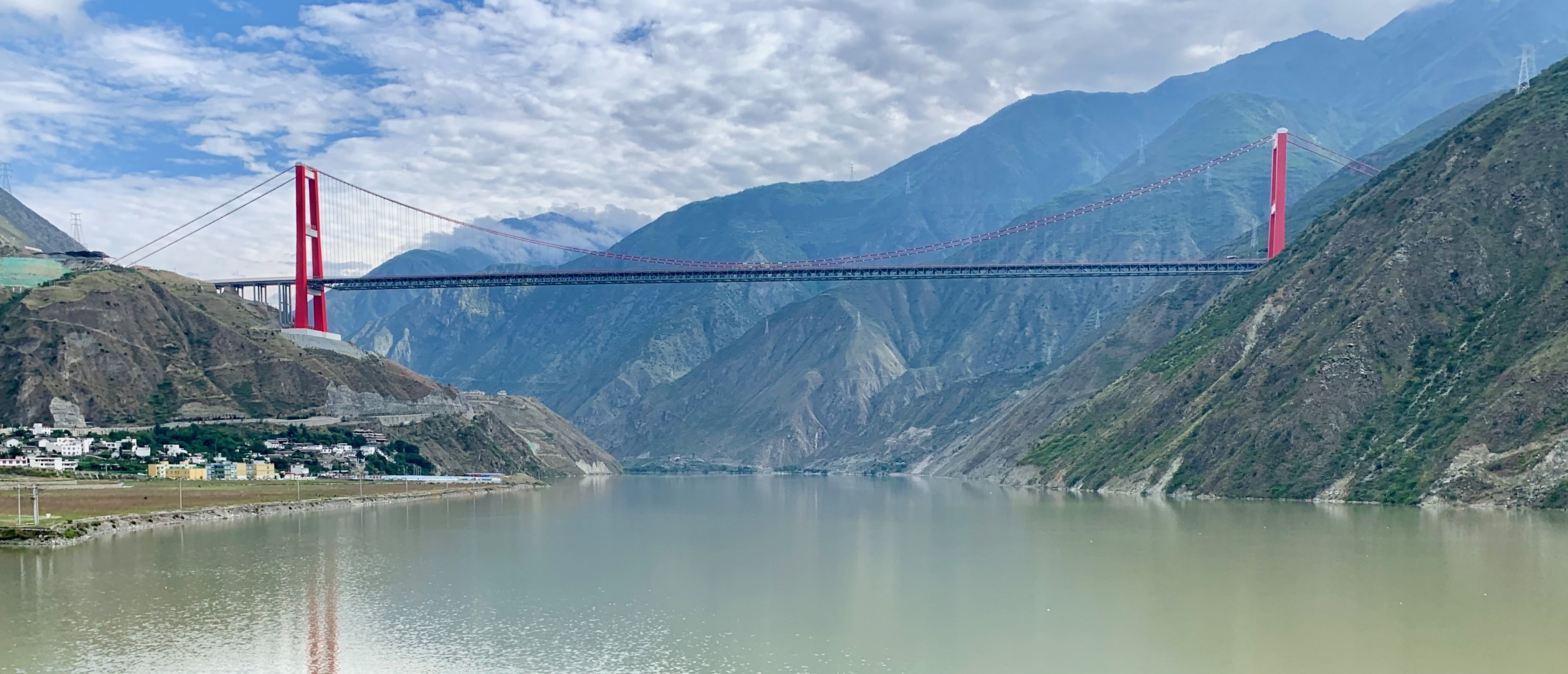
Мост через реку Дадухэ

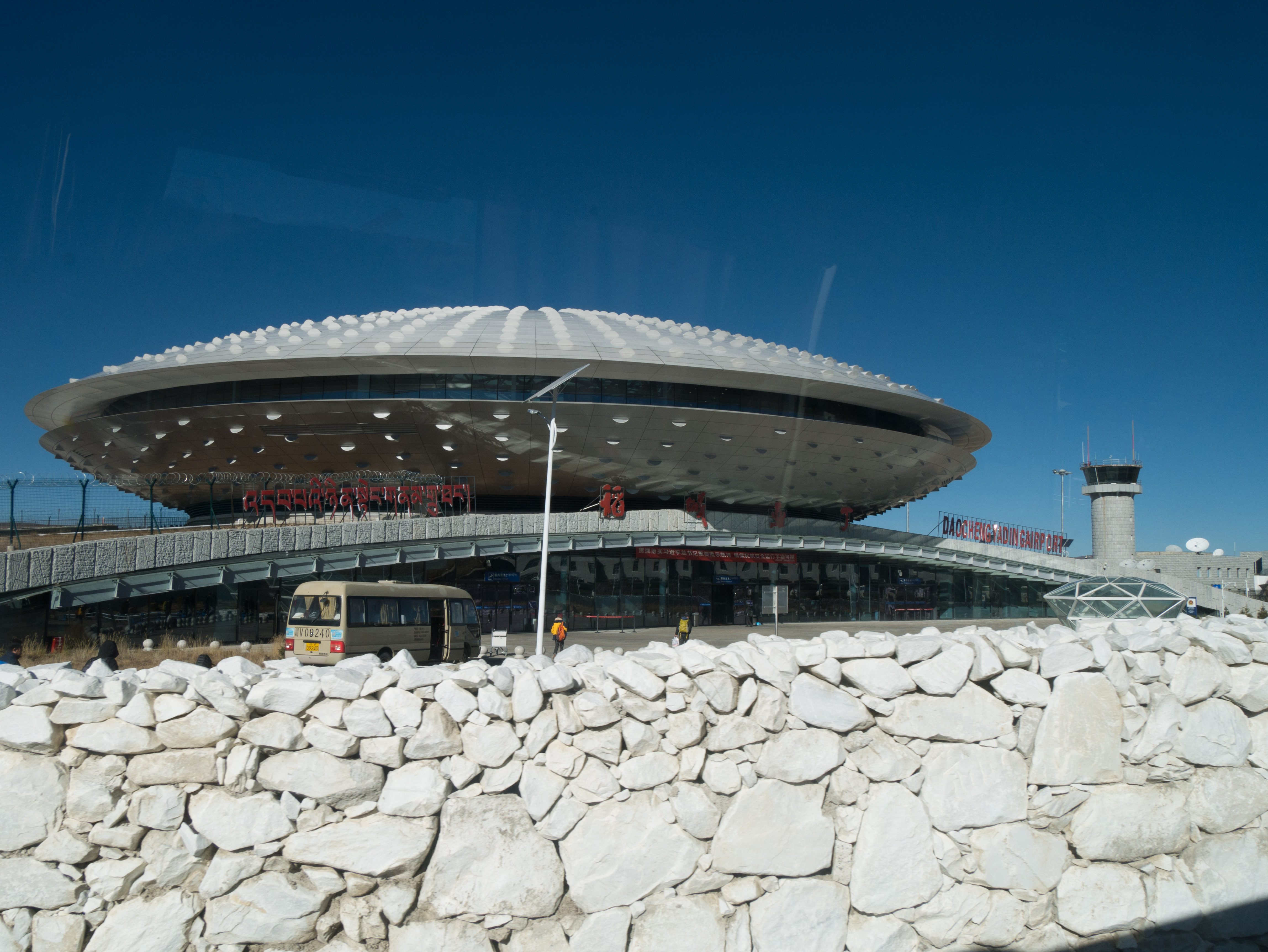
Аэропорт Даочэн

### Автомобильный
Через территорию округа проходят национальные шоссе Годао 317 (Чэнду — Тибет) и Годао 318 (Шанхай — Тибет), скоростная автомагистраль G4218 (Яань — Каргалык). Из-за сложного горного рельефа на трассах построено много мостов и тоннелей.

### Авиационный
В 2009 году в уезде Кандин был введён в эксплуатацию аэропорт Кандин, принимающий самолёты из Чэнду, Чунцина, Куньмина, Лхасы и Ханчжоу.
В 2013 году в уезде Дабба был введён в эксплуатацию аэропорт Даочэн-Ядин, принимающий самолёты из Чэнду, Чунцина, Гуанчжоу, Чжухая и Ханчжоу.
В 2019 году в уезде Гардзе был введён в эксплуатацию аэропорт Гардзе-Гэсар, принимающий самолёты из Чэнду, Куньмина и Лхасы.

## Образование
Большую роль в образовании тибетских детей продолжают играть буддийские монастыри и академии, но их теснят китайские государственные школы. Крупнейшими центрами буддийского образования являются академия в Ларунг-Гар и монастырь Сершул.

## Культура

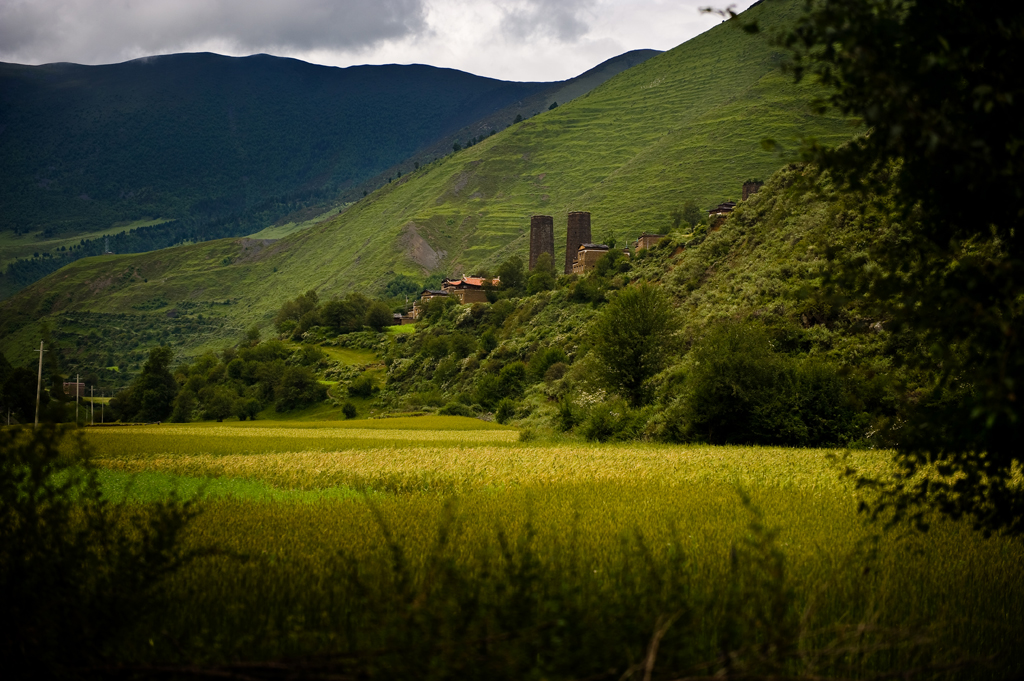
Деревенские башни

Ежегодно летом в Литанге проходит ярмарка лошадей, на которую собираются скотоводы-кочевники со всего Тибетского плато. Ярмарка сопровождается скачками и празднованиями. Победитель в скачках резко поднимает свой престиж среди кочевников. 
Во многих тибетских деревнях сохраняются традиционные каменные башни, каменные и деревянные дома, буддийские ступы и камни мани.

## Известные уроженцы
На территории современного Гардзе родились Дюсум Кхьенпа (1110), Чангчуб Дордже (1703), Далай-лама VII (1708), Далай-лама X (1816), Мипам (1846), Богдо-гэгэн VIII (1869), Пхунцок Вангьял Горанангпа (1922), Рангджунг Ригпе Дордже (1924), Чогьял Намкай Норбу (1938), Мипам Чокьи Лодрё (1952), Алан Дава Долма (1987).

## Галерея

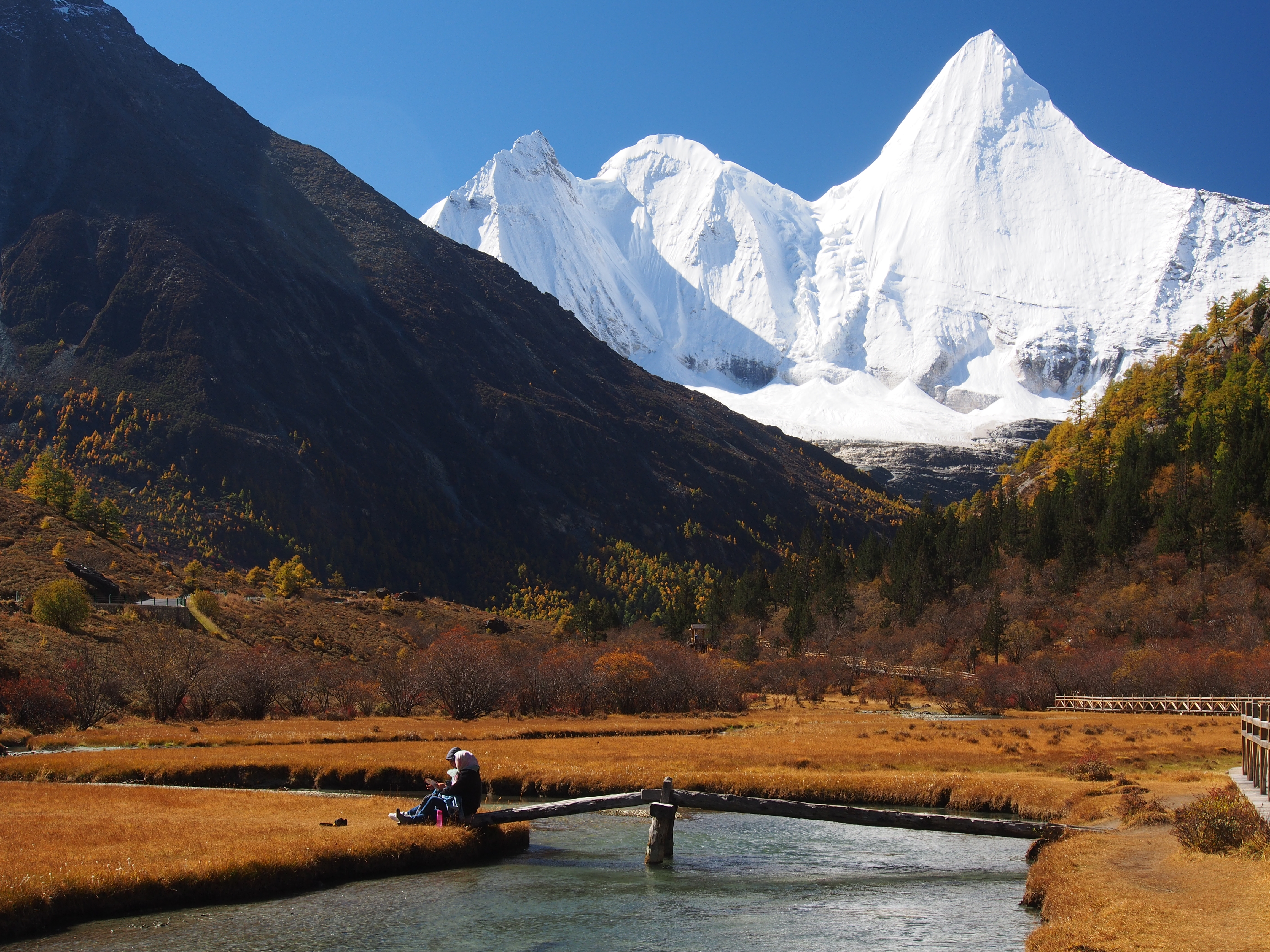
Ядин
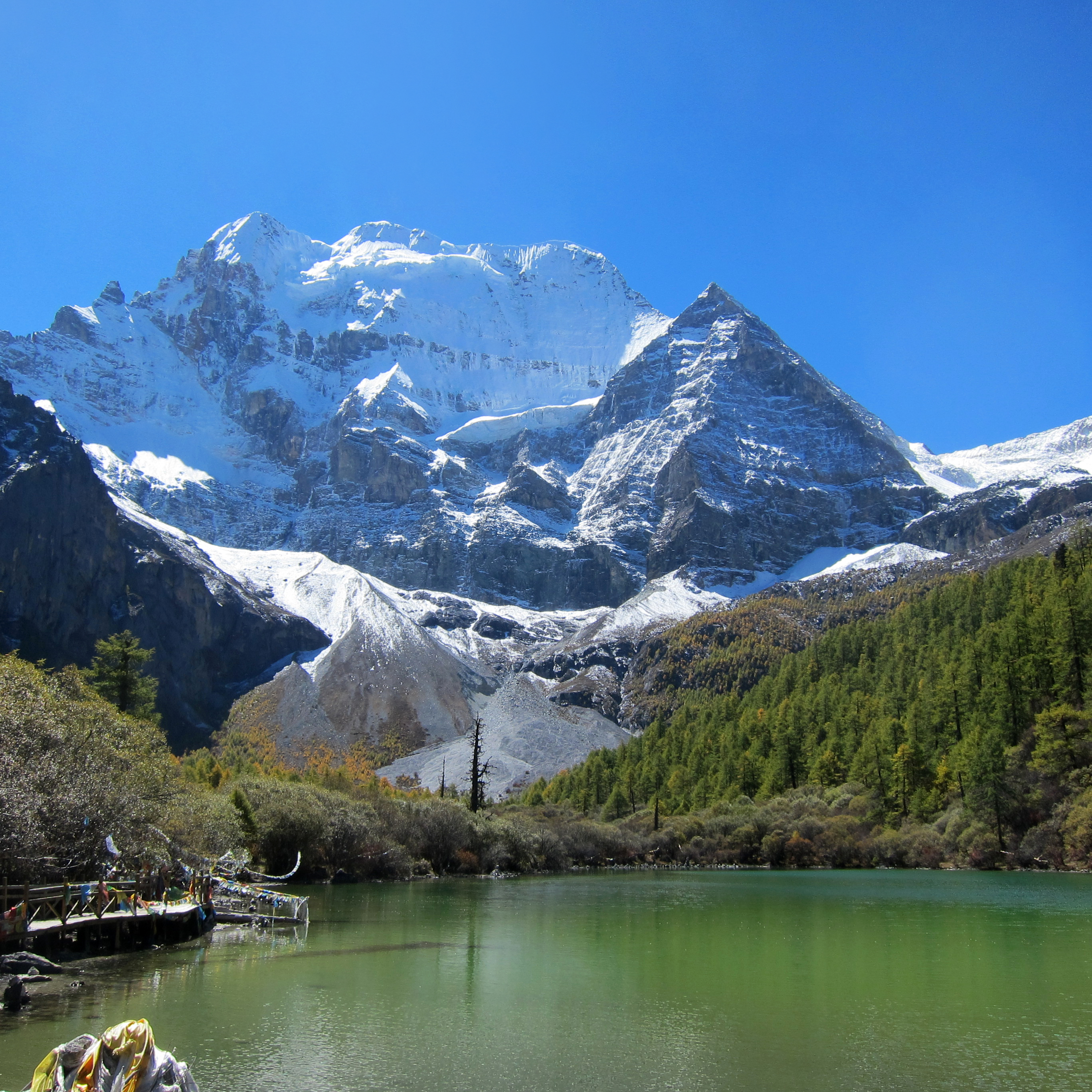
Ядин
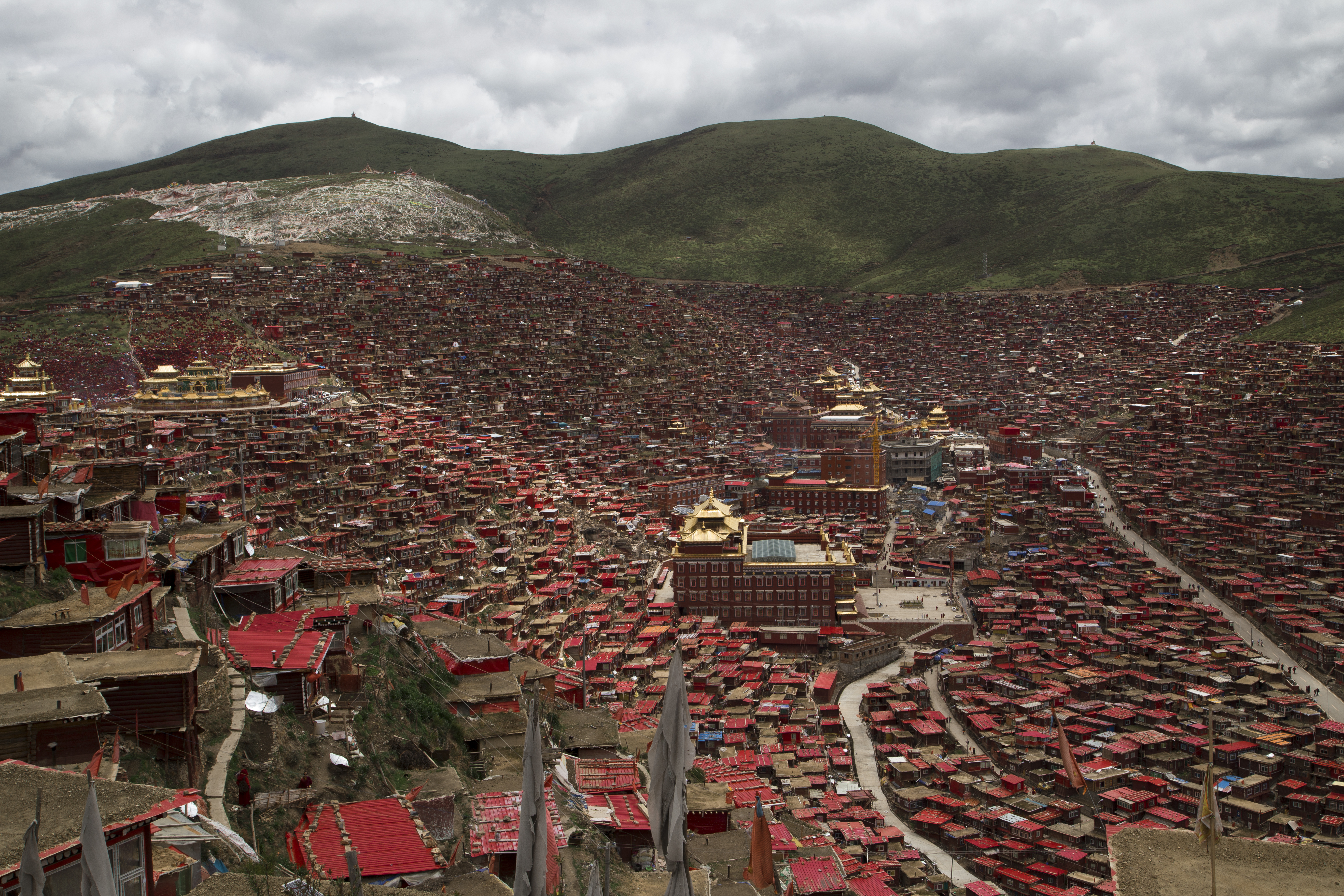
Ларунг-Гар
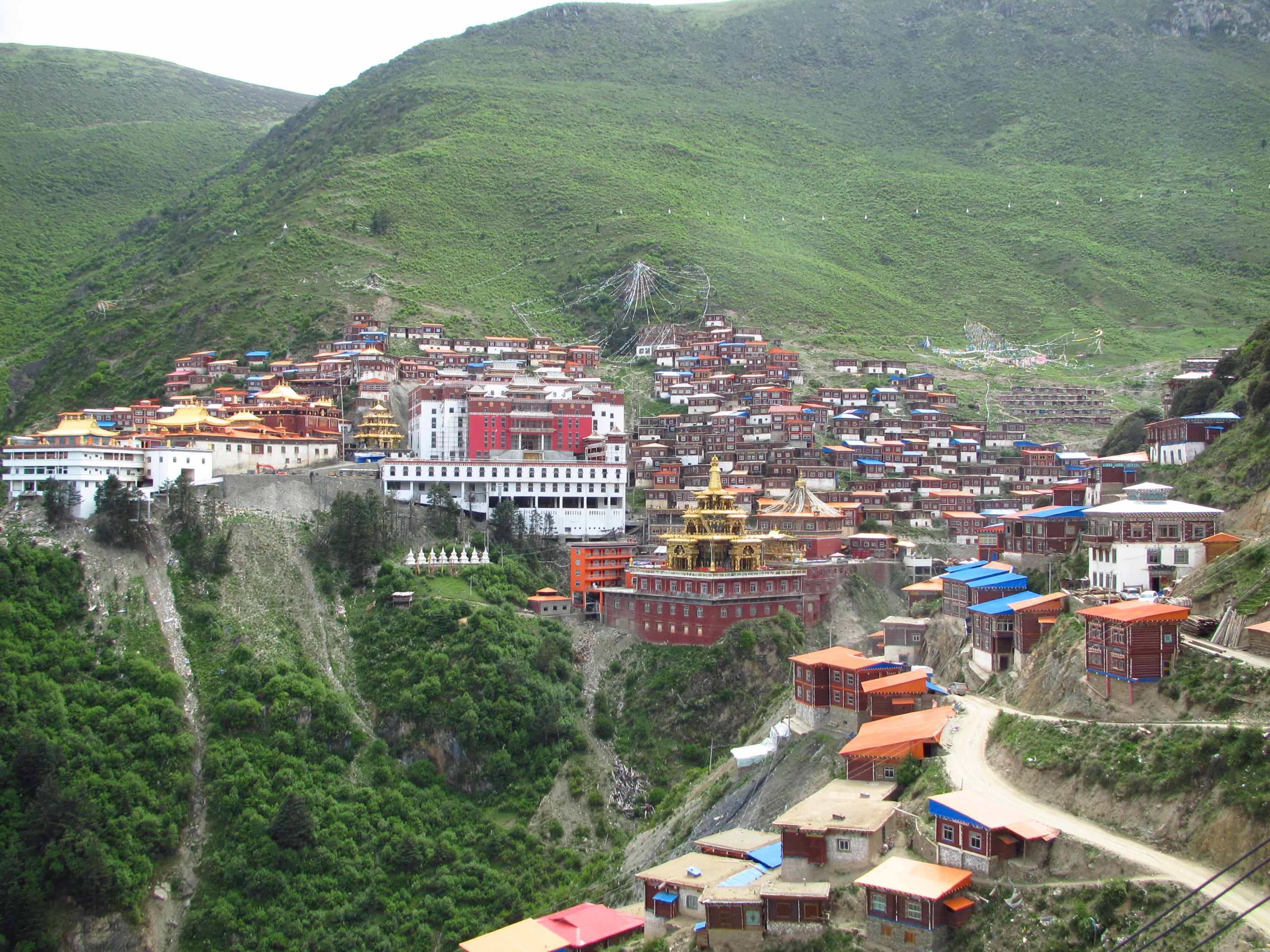
Катог
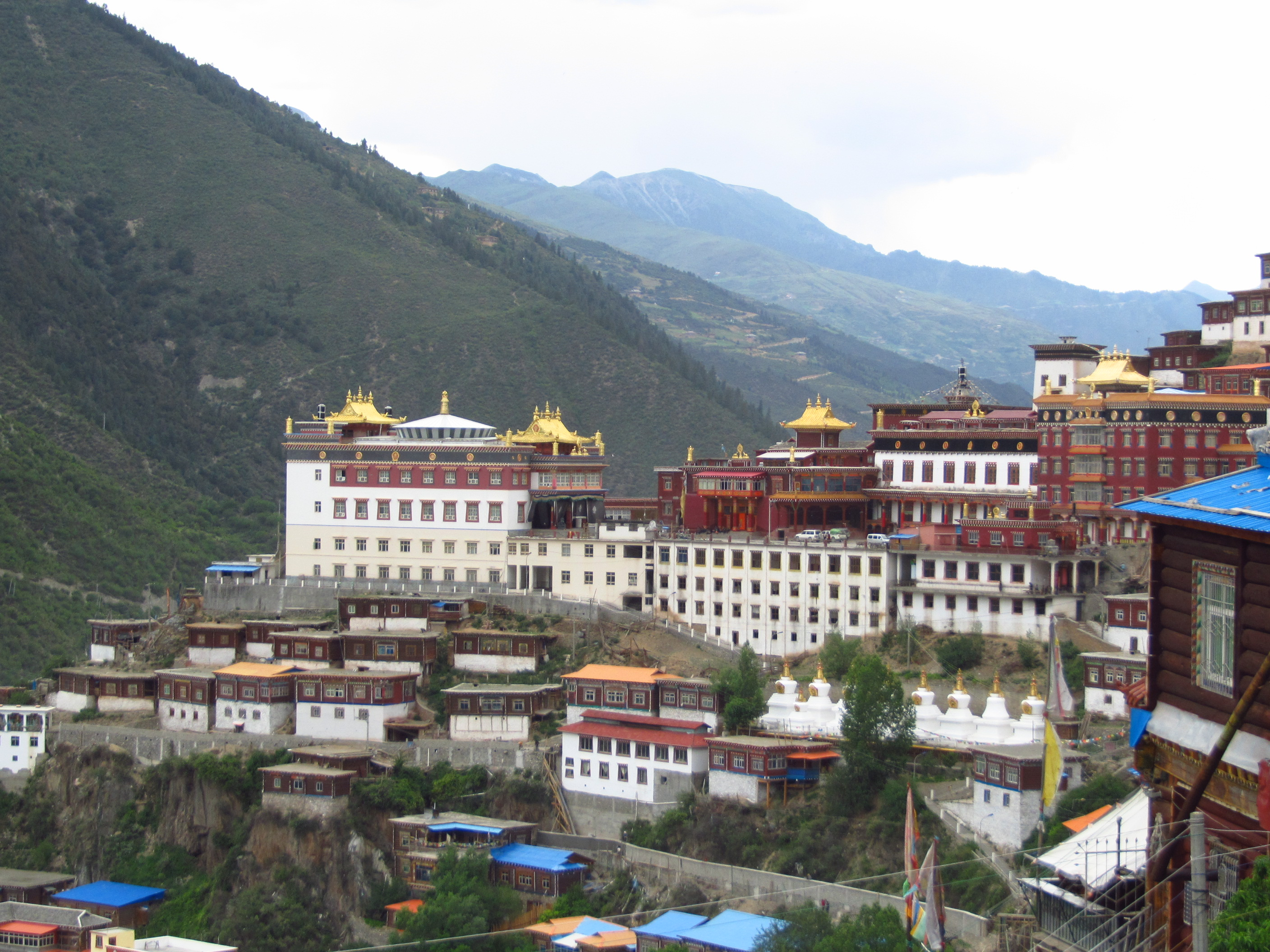
Палиул
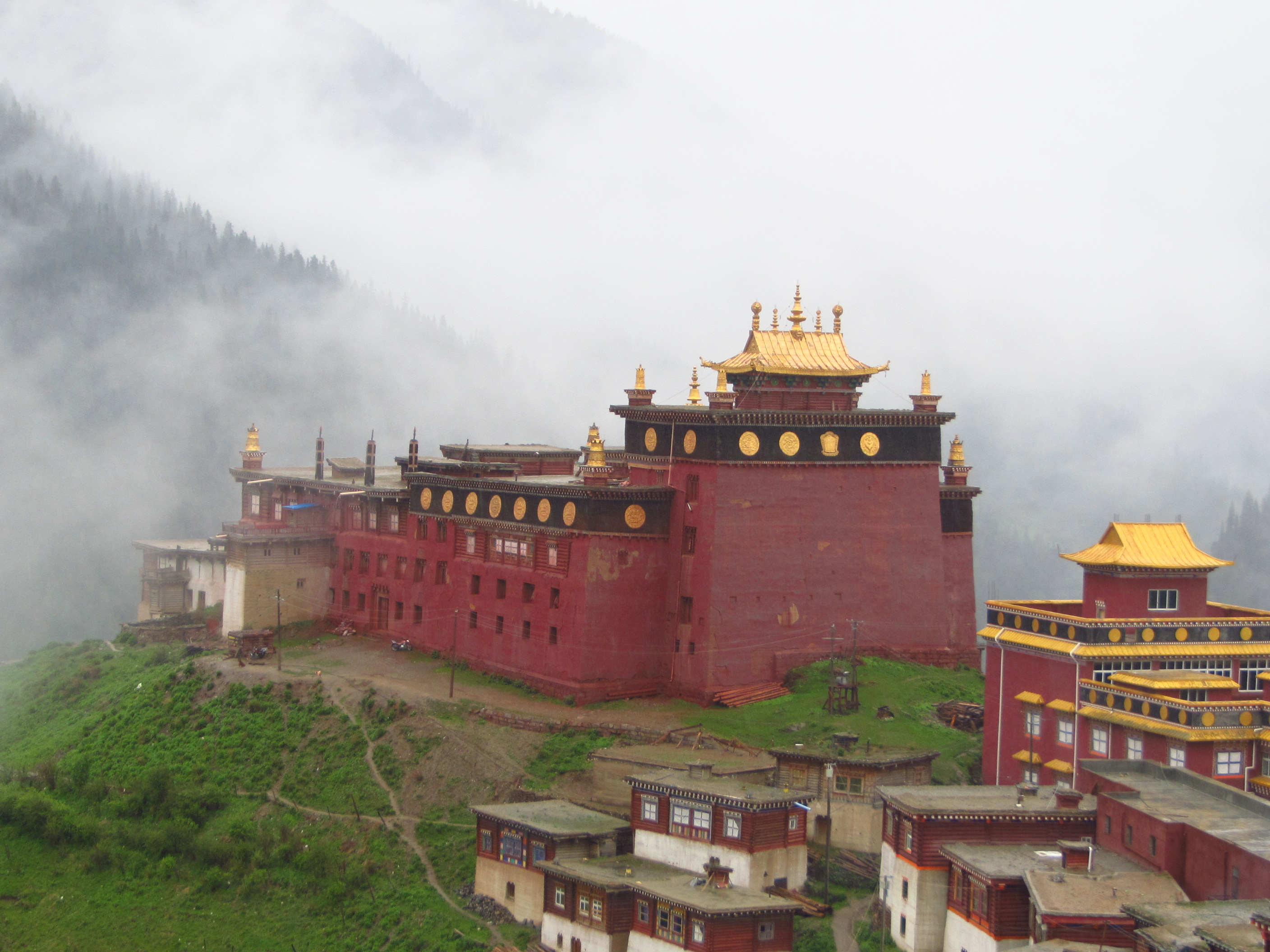
Палпунг
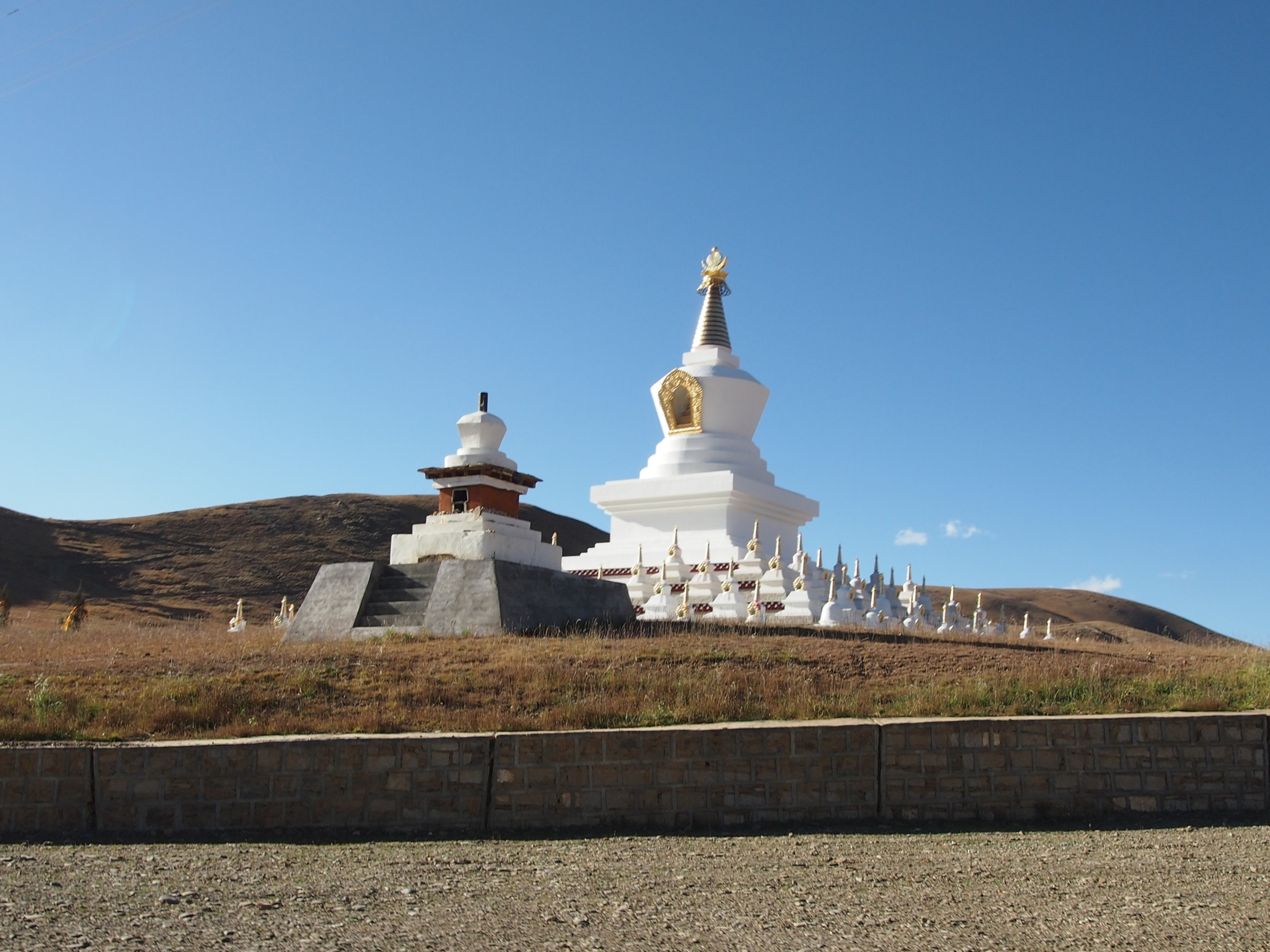
Ступа в уезде Дабба
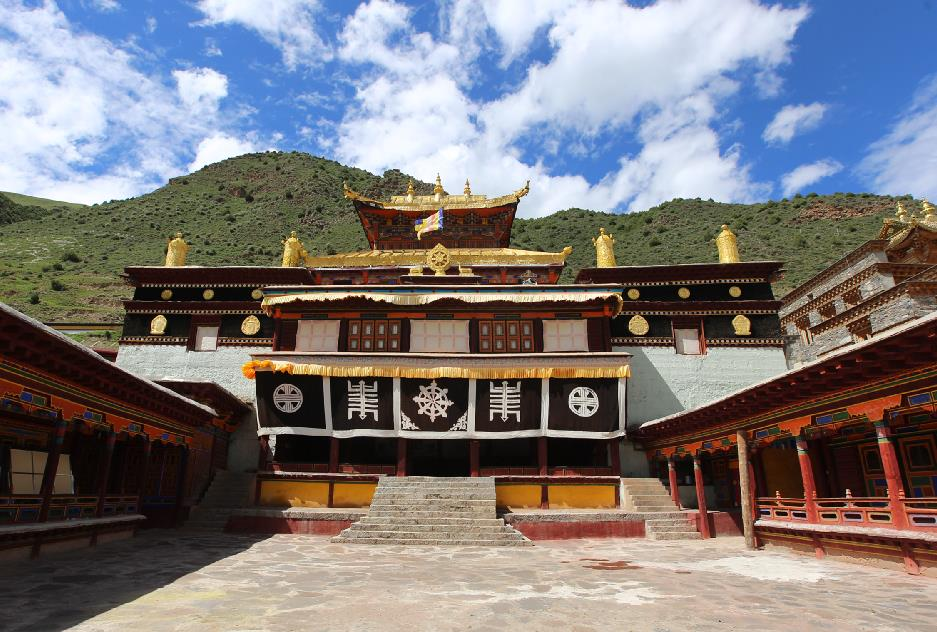
Храм Байли
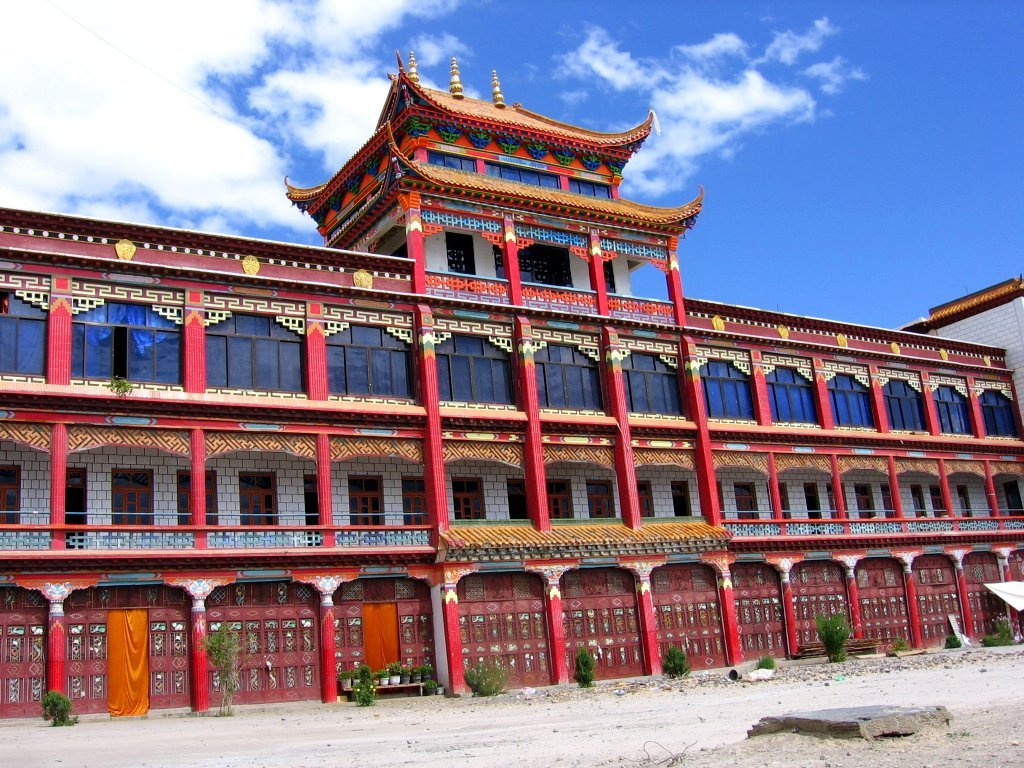
Гардзе
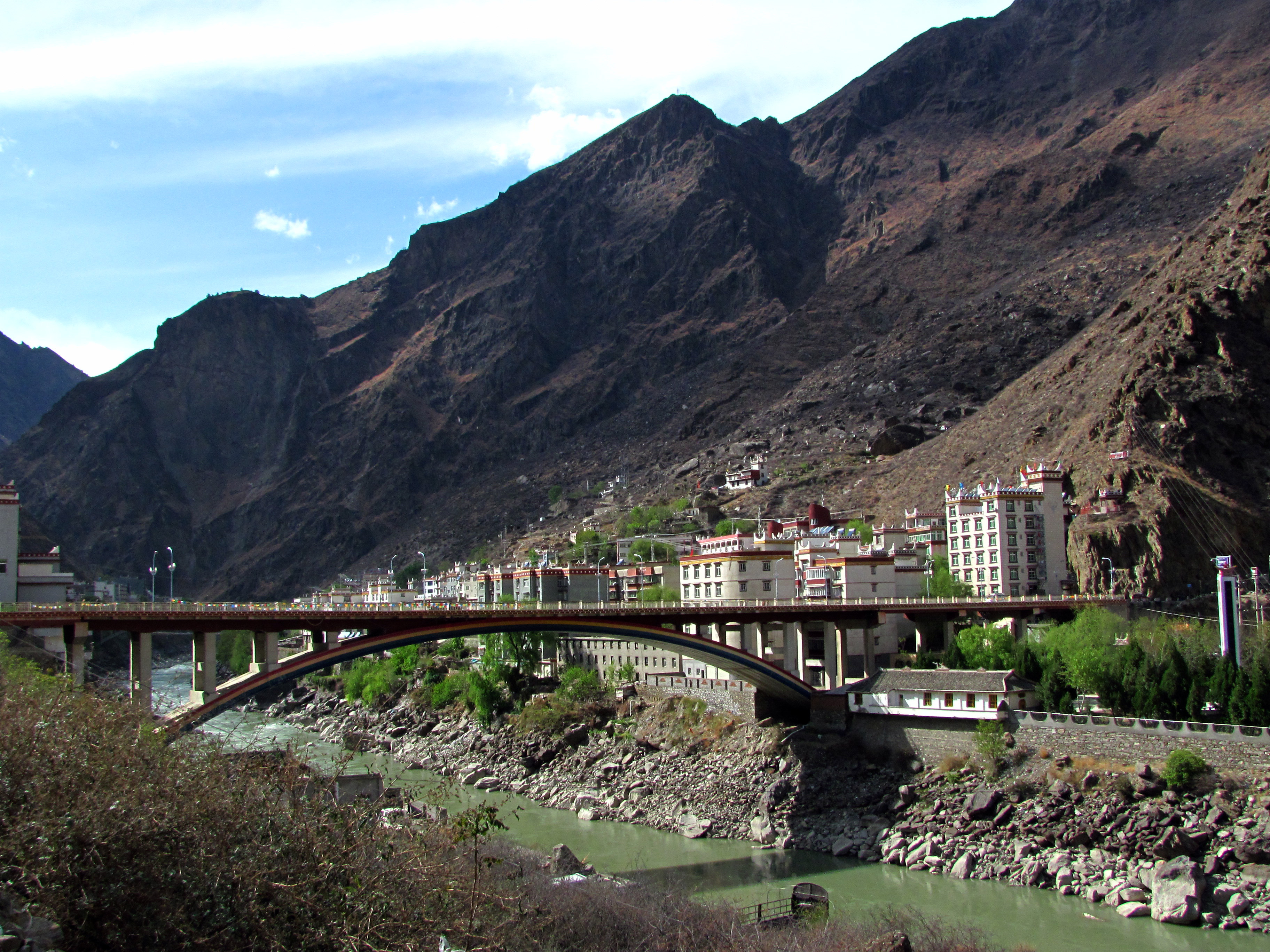
Даньба
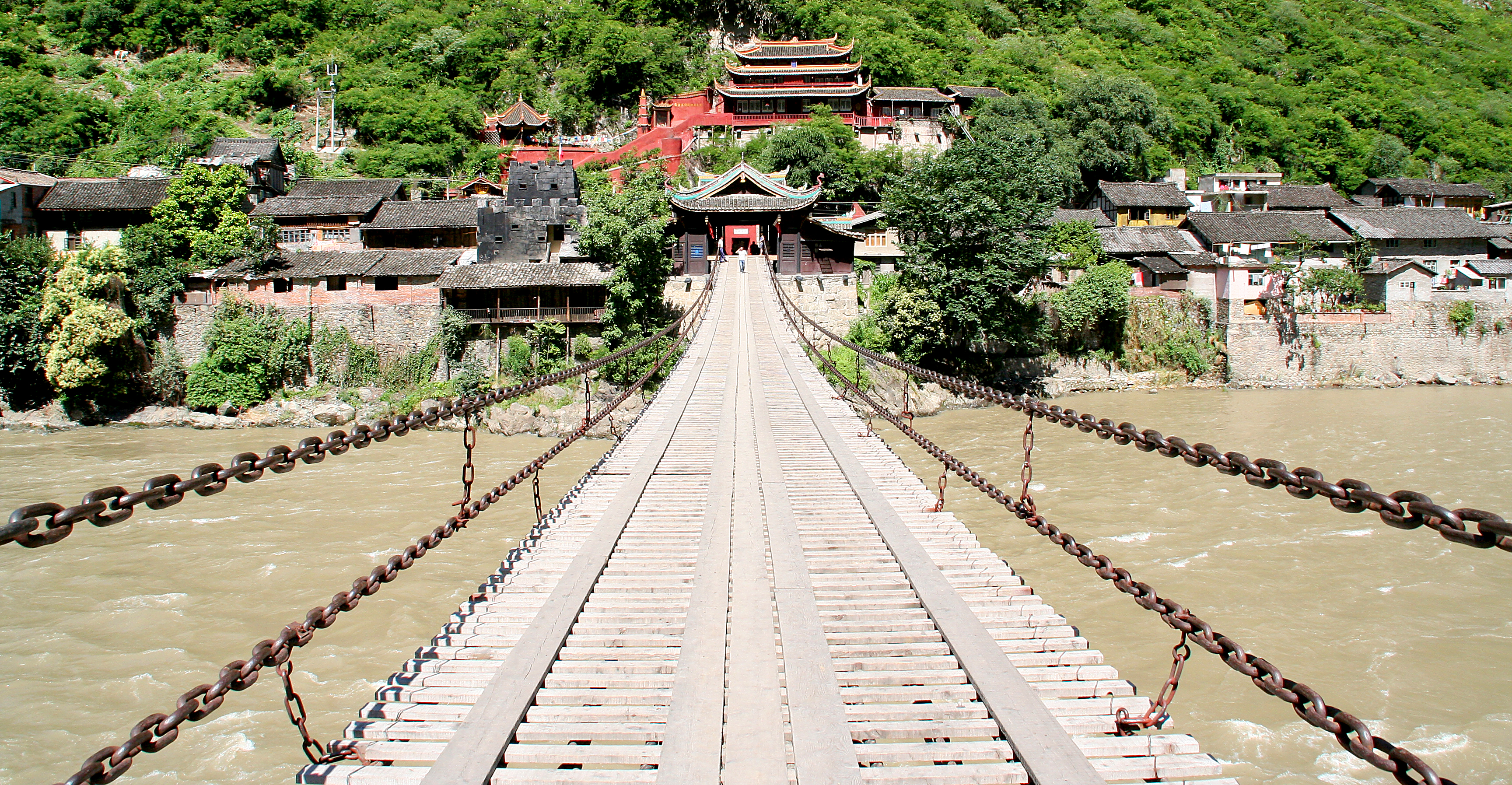
Мост Лудин
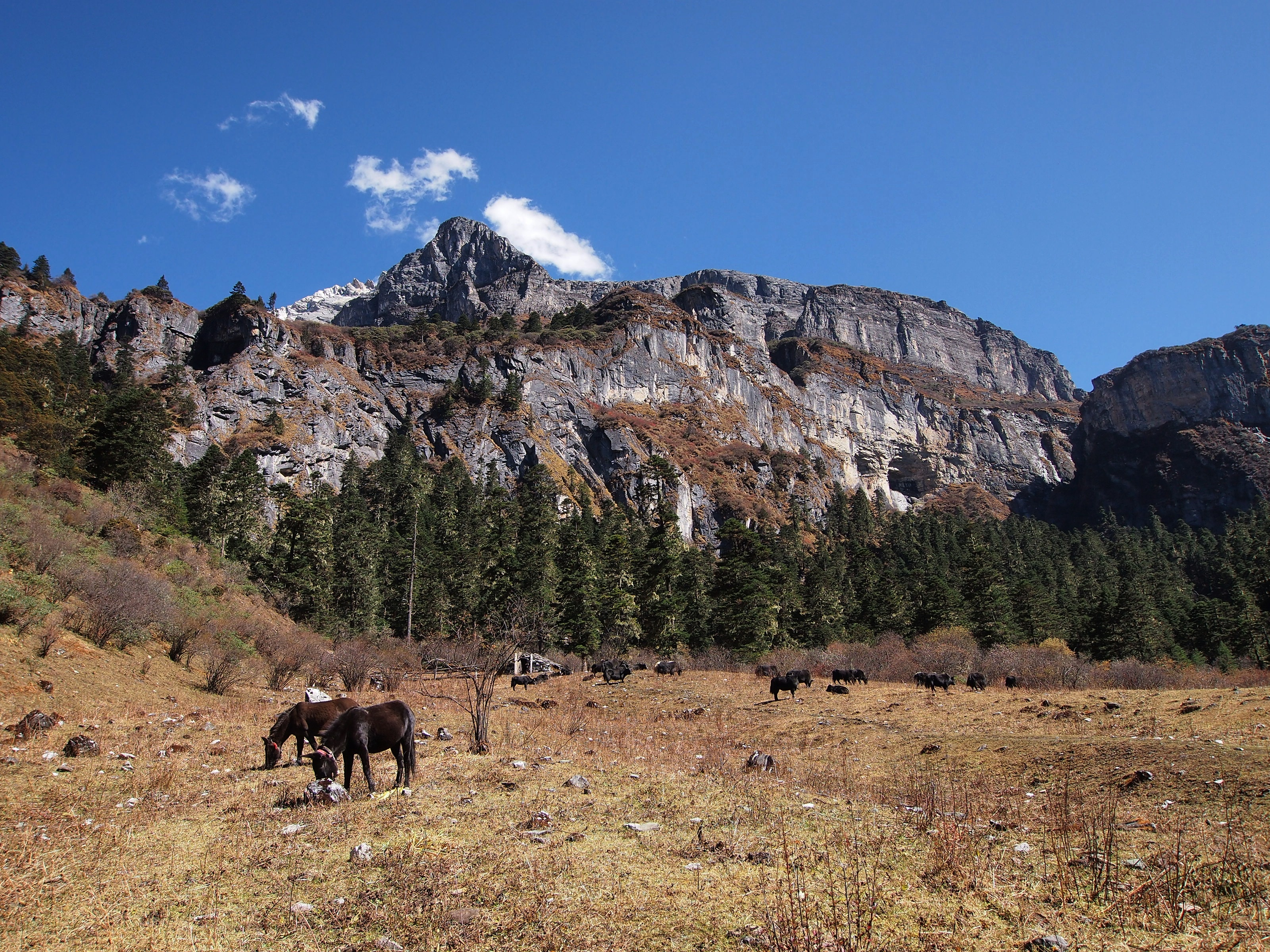
Долина Каси
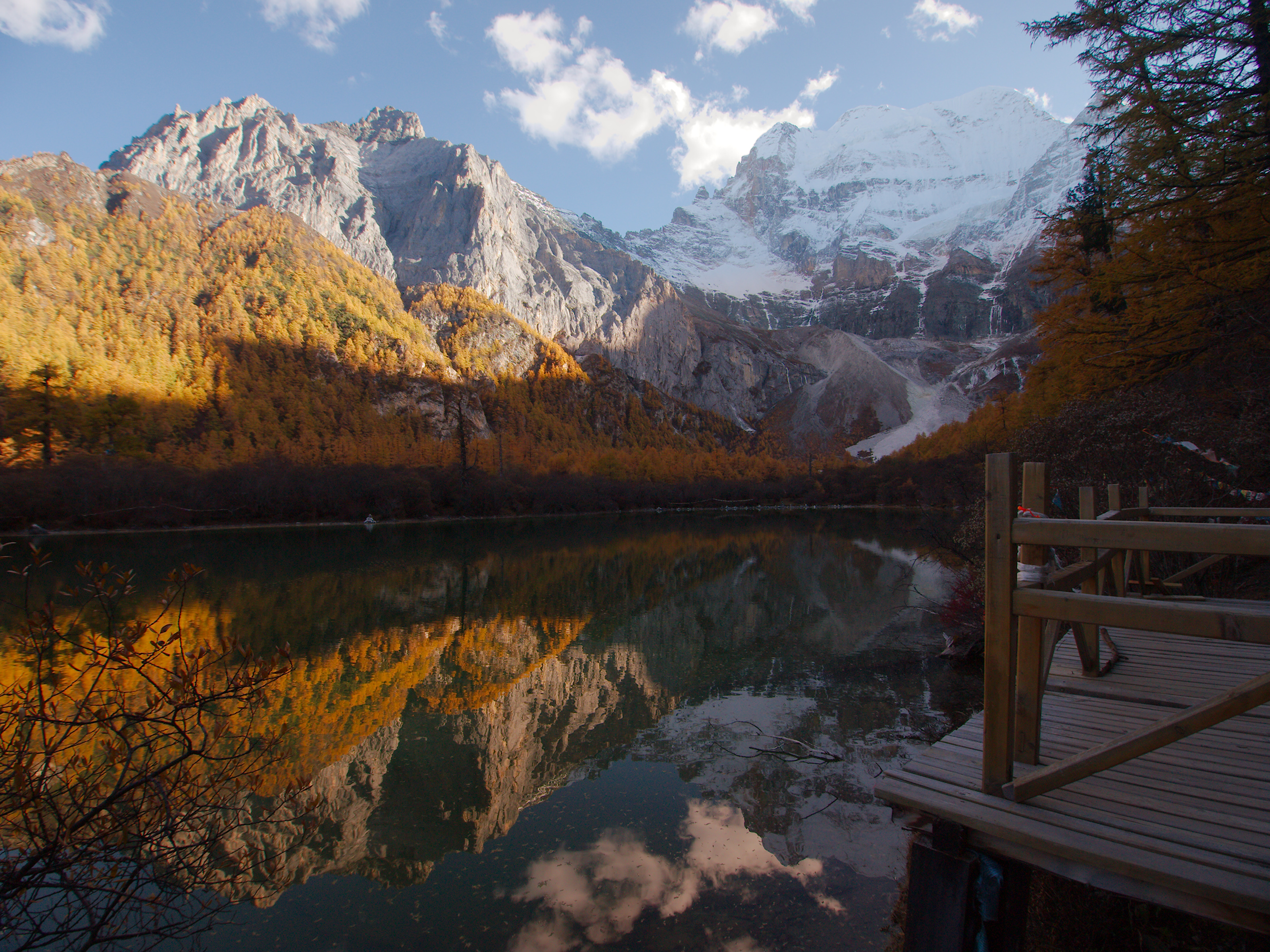
Жемчужное озеро
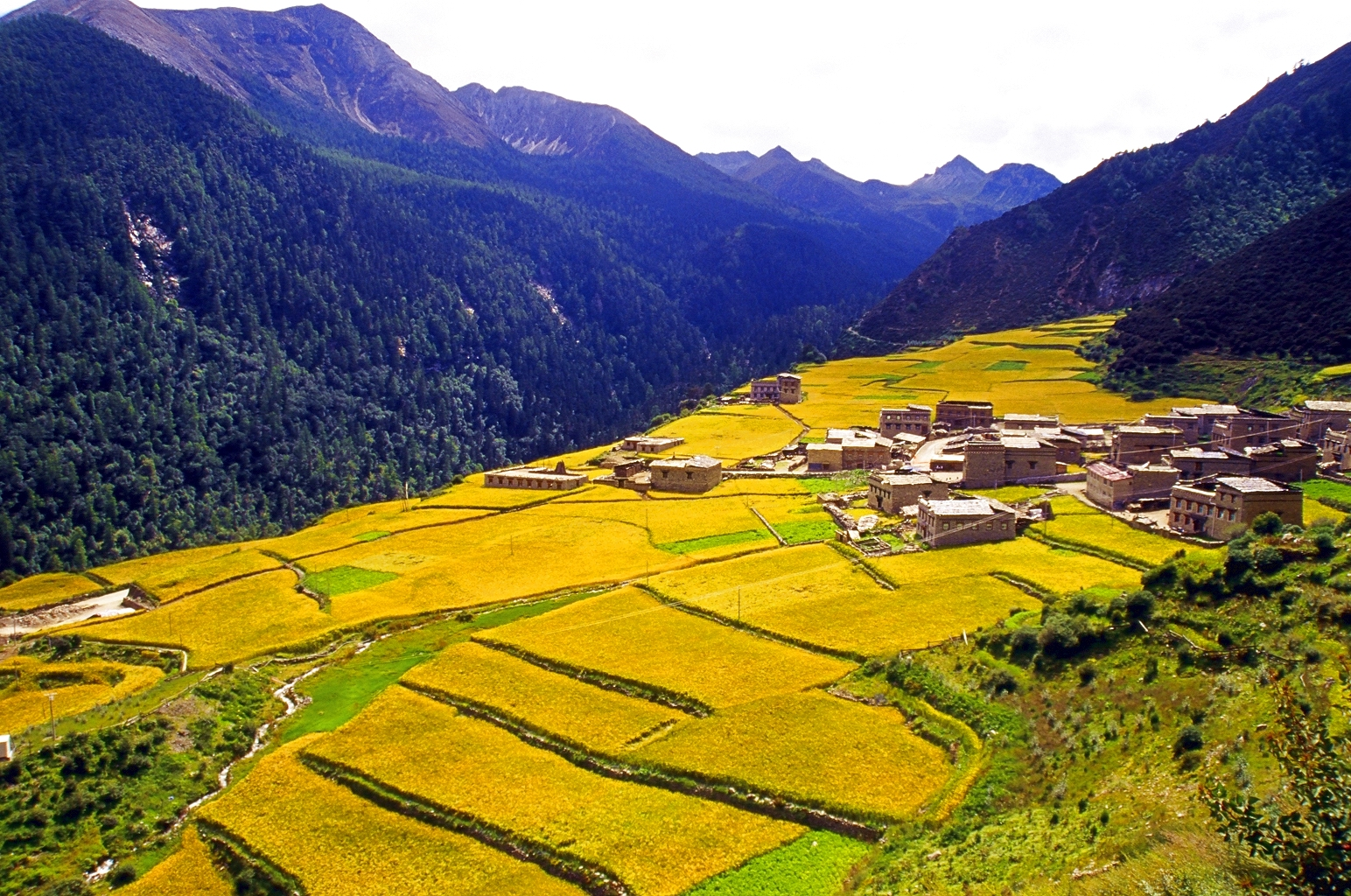
Долина Ядин
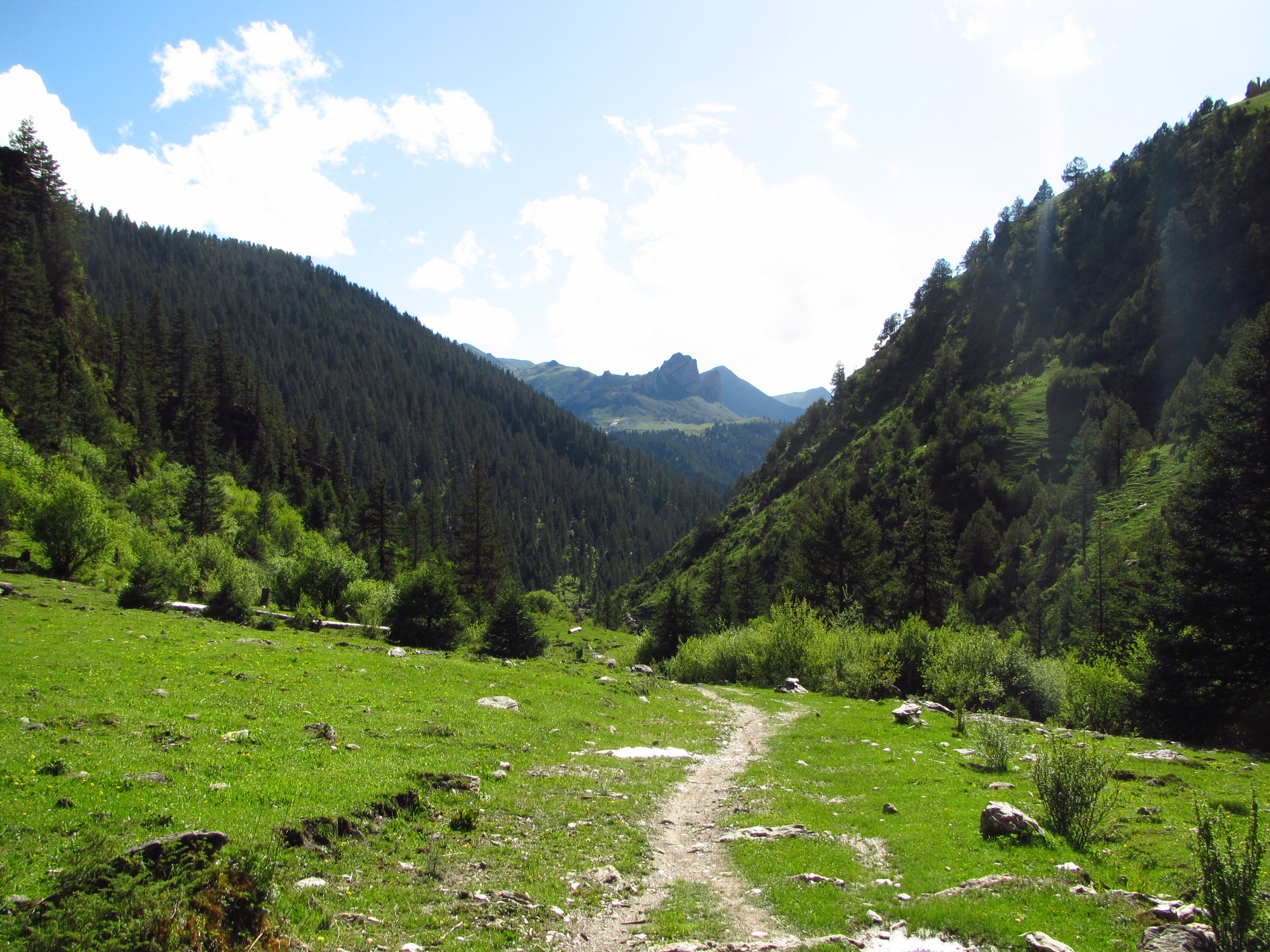
Хвойный лес в Деге
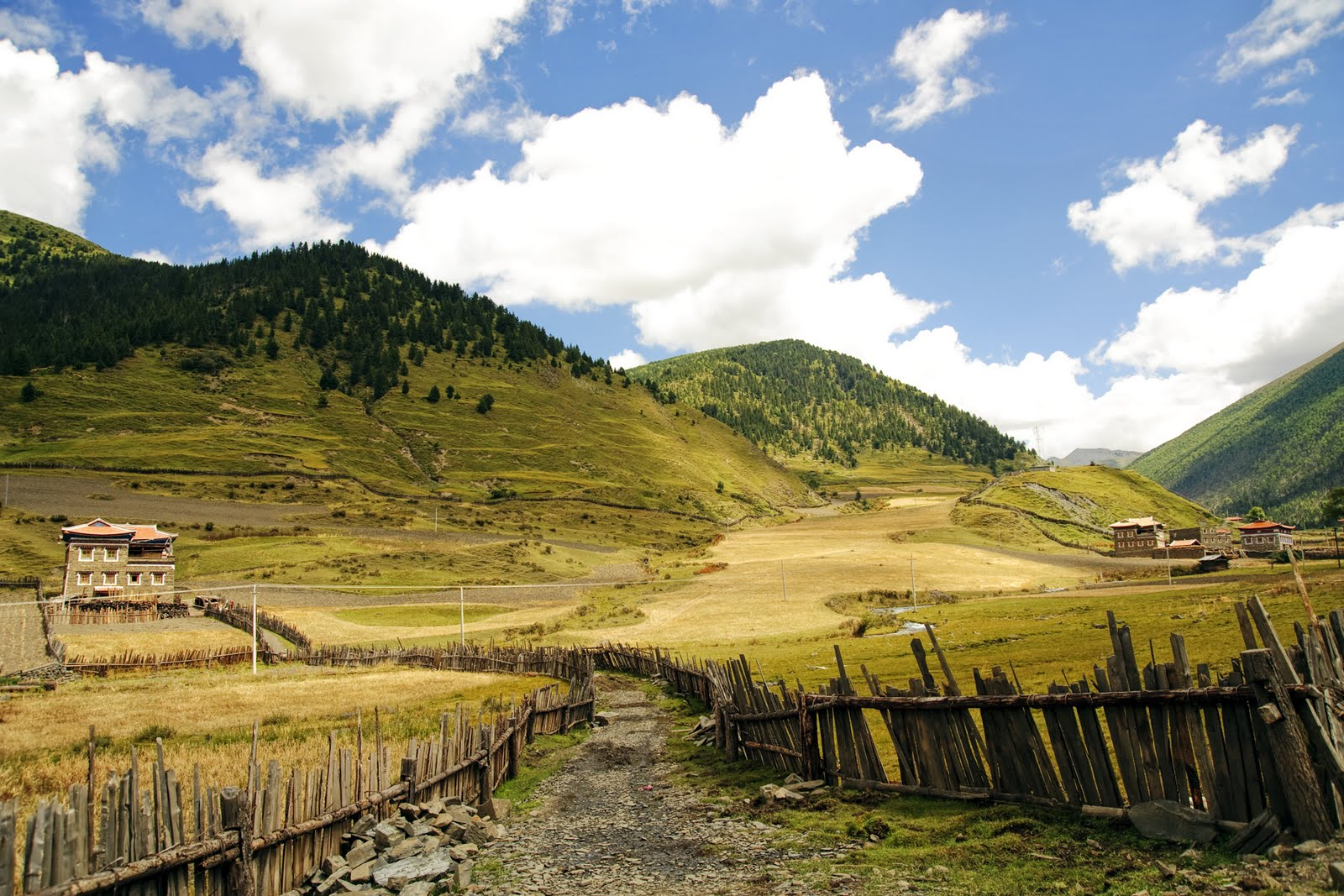
Пастбище в Кандине
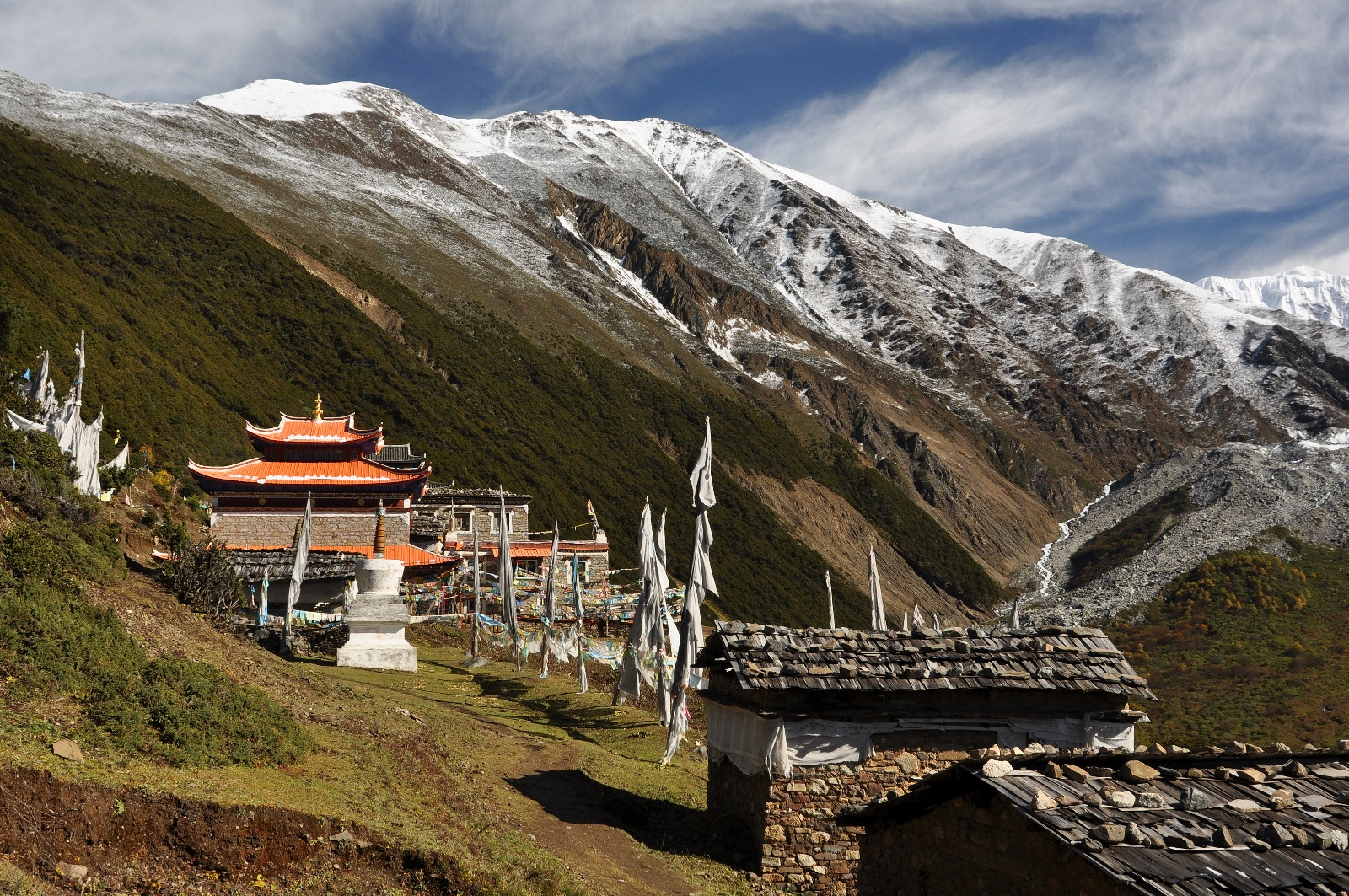
Монастырь Конка
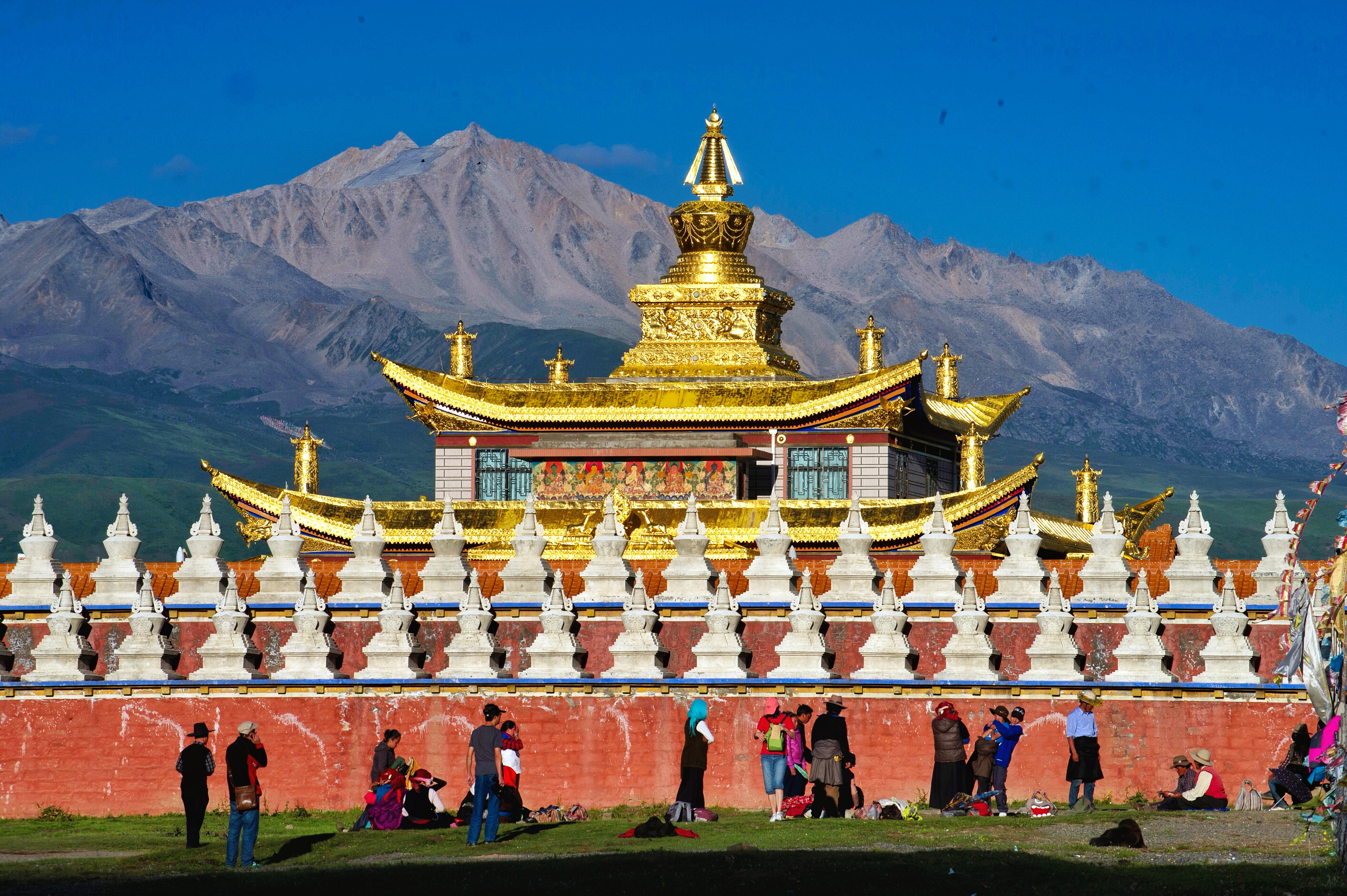
Золотая пагода